# José Bermudo Mateos

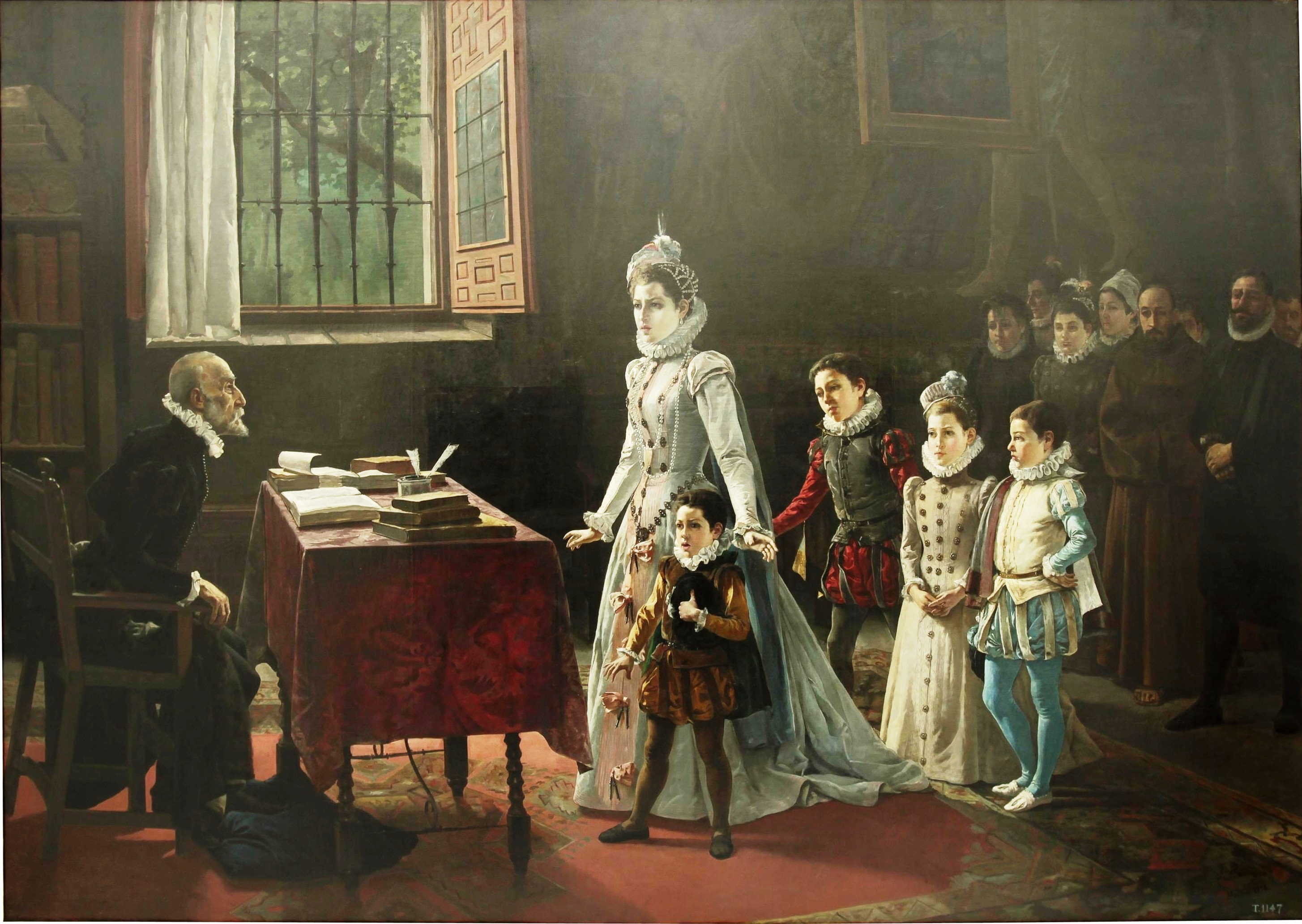
I figli di Antonio Pérez davanti a Rodrigo Vázquez de Arce, dipinto di José Bermudo Mateos. 1892. (Museo del Prado, Madrid).

José Bermudo Mateos (Trujillo, 9 novembre 1853 – Madrid, 21 settembre 1920) è stato un pittore spagnolo.

## Biografia
Compì i suoi studi artistici alla Real Academia de Bellas Artes de San Fernando di Madrid dove si era trasferito per studiare. Fu un pittore che abbracciò la corrente del costumbrismo e si cimentò spesso nella pittura paesaggistica, non disdegnando il genere storico. Espose nelle maggiori esposizioni artistiche del suo tempo, in Spagna, e fra i suoi quadri più famosi si ricorda Los hijos de Antonio Pérez ante Rodrigo Vázquez, esposto al Museo del Prado di Madrid.